# 유근기
유근기(柳根起, 1962년 10월 15일 ~ )은 대한민국의 정치인이다. 제45·46대 전라남도 곡성군수이다.

## 학력
- 곡성서국민학교 졸업
- 곡성중학교 졸업
- 곡성종합고등학교 졸업
- 전남과학대학교 지리정보토목과 학사

## 경력
- 1998.07 ~ 2002.06 새시대 새정치 연합청년회 곡성군 지구회장
- 2002.07 ~ 2006.06 제7대 전라남도의회 의원(민선 3기, 전남 곡성군 제1선거구, 새천년민주당→민주당, 초선)
- 2002.12 ~ 2006.12 국민참여운동본부 전라남도 운영위원
- 2004.03 ~ 2008.02 전라남도 생활체육협의회 이사
- 2004.07 ~ 2006.06 제16기 민주평화통일자문회의 곡성군 회장
- 2010.06 ~ 2014.03 FTA대책특별위원회 위원
- 2010.07 ~ 2014.03 제9대 전라남도의회 의원(민선 5기, 비례대표, 민주당→민주통합당→민주당→새정치민주연합, 재선)
  - 2012.07 ~ 2014.03 제9대 전라남도의회 예산결산특별위원회 위원장
- 2012.07 ~ 2013.06 곡성군 라이온스클럽 회장
- 2013.10 ~ 2014.03 민주당 중앙당 정책조정위원회 부위원장
- 2014.03 ~ 2014.04 새정치민주연합.중앙당 정책조정위원회 부위원장
- 2014.07 ~ 2022.06 제45·46대 전라남도 곡성군수(민선 6·7기, 새정치민주연합→더불어민주당, 재선)
- 2020.09 ~ 2022.06 : 전국시장·군수·구청장협의회 지역공동회장 겸 전남 협의회장
- 2020.09 ~ 2022.06 : 전국시장·군수·구청장협의회 공동회장
- 2023.12 ~ 2024.03 : 제22대 국회의원 선거 전남 순천시·광양시·곡성군·구례군 을 더불어민주당 국회의원 예비후보
- 2024.07 ~ 2024.09 : 2024년 하반기 재보궐선거 전라남도 곡성군수 더불어민주당 예비후보

## 역대 선거 결과
|  | 58.09% |

|  | 48.48% |

|  | 62.01% |

|  | 45.03% |

|  | 50.32% |